# Sodemo Moteurs
Sodemo Moteurs es una compañía francesa de preparación de motores de automóviles, ubicada en la ciudad de Magny-Cours, cerca de Nevers en Francia. Su propietario es el preparador Guillaume Maillard.
Fundada en 1981 e instalada en los alrededores del Circuito de Nevers Magny-Cours, Sodemo es una empresa que está más asociada a la preparación y reforma de motores de la marca Renault, para desarrollo y armado de motores con fines de competiciones. Se presume que Sodemo sea considerada como la mejor compañía en preparación de motores de carrera de dos litros de cilindrada, para la Fórmula 3.
La firma también está emparentada con la preparación de motores Alfa Romeo y Mercedes-Benz, para automóviles de turismo, y motores de Range Rover para vehículos de Rally. La compañía también trabajó junto a Williams F1 para ganar el Campeonato Británico de Turismos, a través de su piloto Alain Menu con un Renault Laguna en 1997. 
Otras firmas que también requirieron de los servicios de Sodemo fueron la escudería Pescarolo Sport, que utilizó motores de Sodemo para equipar a sus automóviles que competían en las 24 Horas de Le Mans, mientras que en Argentina, entre 2006 y 2008, el equipo oficial Renault de TC 2000, contó con la motorización de Sodemo para sus unidades Renault Mégane I, hasta la implementación en 2009 de los motores Duratec by Berta del preparador argentino Oreste Berta.